# Faro de Punta Silla
El faro de Punta Silla o faro de San Vicente de la Barquera se encuentra situado en la localidad cántabra de San Vicente de la Barquera (España).

## Edificio
Su construcción fue incluida en el Primer Plan de Alumbrado, bajo el reinado de Isabel II, entrando en funcionamiento por primera vez el 27 de diciembre de 1871. El edificio consta de una torre de mampostería, con forma prismática cuadrangular y esquinas en sillería. Se encuentra en la pared norte de una vivienda rectangular de una sola planta, ya deshabitada. En origen ésta pertenecía al farero pero los automatismos existentes permiten controlarlo de forma remota. El plano focal del faro se encuentra a 43 metros sobre el nivel del mar, siendo la torre de 9,43 metros de altura.

## Ayudas a la navegación
Inicialmente utilizaba aceite de parafina para dar luz y avisar a los navegantes de la proximidad de la costa. Sucesivas reformas han ido ampliando sus características lumínicas, siendo la más importante la que tuvo lugar a lo largo de la década de 1920, al dotar al faro de un nuevo sistema óptico con el que se consigue un alcance de 16 millas náuticas.
Se utiliza desde entonces una linterna con un sistema de varios paneles giratorios montados sobre un flotador de mercurio y accionadas por una máquina de relojería de peso motor. El haz de luz que emite es blanco, con una frecuencia de 2,5 segundos encendido y un segundo apagado.
Desde 1954 cuenta, además, con una sirena de niebla (nautófono) monovibrador, que al activarse emite la letra V en código Morse (···-) cada 30 segundos.

## Anécdotas

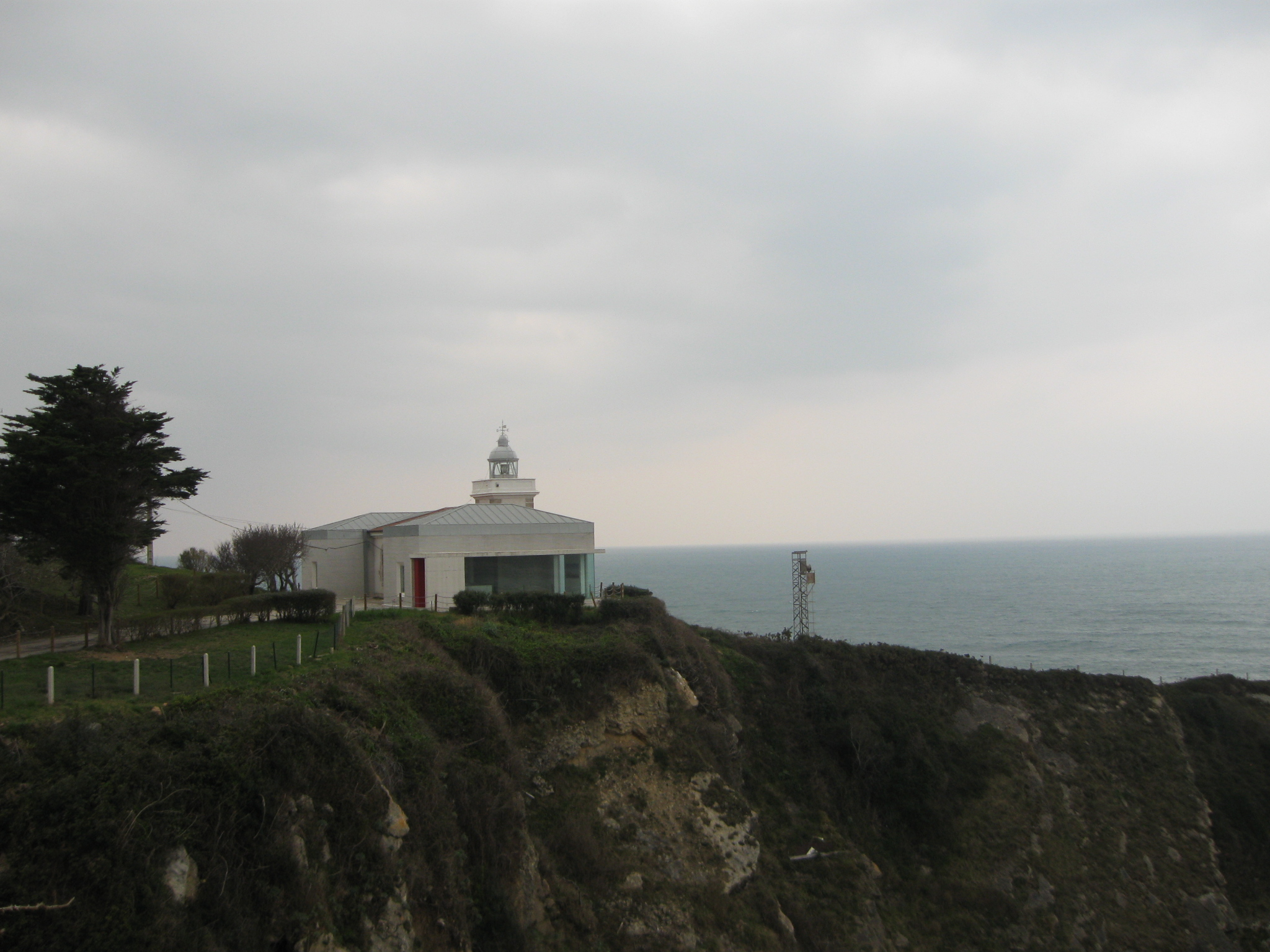
Faro de San Vicente de la Barquera

En 1977 el farero al cargo descubre la presencia de 14 cadáveres en la playa, resultando ser las víctimas del naufragio del barco "Lasarte", estrellado contra la costa de Prellezo durante la noche.
Este faro ha sido incluido en la iniciativa europea "At Light" (Atlantic Lighthouses - Faros atlánticos) por iniciativa del Club de Municipios de Excelencia Turística, con el que se pretende dotar de un uso público y turístico al mismo.